# Seznam poslancev tretje italijanske legislature
Seznam poslancev tretje italijanske legislature prikazuje imena poslancev Tretje legislature Italijanske republike po splošnih volitvah leta 1958.

## Povzetek sestave
| Parlamentarne skupine                   | fine Leg. |
| --------------------------------------- | --------- |
| Komunisti                               | 140       |
| Krščanski demokrati                     | 275       |
| Movimento Sociale Italiano              | 25        |
| Socialistična stranka Italije           | 86        |
| Partito Socialista Democratico Italiano | 19        |
| Liberalci                               | 23        |
| Partito Democratico Italiano            | 10        |
| Misto                                   | 15        |
| Supaj                                   | 593       |

## Predsedstvo

#### Predsednik
- Giovanni Leone (DC)

#### Podpredsedniki
- Brunetto Bucciarelli Ducci (DC)
- Paolo Rossi (PSDI)
- Ferdinando Targetti (PSI)
- Girolamo Li Causi (PCI)

#### Kvestorji
- Michele Marotta (DC)
- Alessandro Buttè (DC)
- Oreste Lizzadri (PSI)

#### Sekretarji
- Francesco De Vita (Misto) (zapustil funkcijo 2.6.1961)
- Gabriele Semeraro (DC) (zapustil funkcijo 4.4.1960)
- Renzo Franzo (DC)
- Antonino Cuttitta (PNM)
- Mauro Tognoni (PCI)
- Severino Caveri (Misto)
- Giuseppina Re (PCI)
- Mario Marino Guadalupi (PSI)
- Lorenzo Biasutti (DC) (izvoljen 12.5.1960)

## Parlamentarne skupine

### Krščanski demokrati

#### Predsednik
- Luigi Gui (v funkciji do 31.12.1962)
- Benigno Zaccagnini (v funkciji od 31.12.1962)

#### Podpredsedniki
- Giuseppe Belotti (v funkciji od 31.12.1960 do 31.12.1961)
- Giuseppe Codacci Pisanelli (v funkciji do 31.12.1960)
- Giovanni Battista Migliori

#### Sekretarji
- Elisabetta Conci

#### Upravni sekretar
- Lorenzo Biasutti (v funkciji od 1.1.1962)

#### Podsekretarji
- Luciano Radi (v funkciji od 31.12.1962)
- Carlo Scarascia Mugnozza (v funkciji do 31.12.1962)

#### Člani Sveta
- Attilio Bartole (v funkciji od 1.1.1961 do 31.12.1962)
- Giuseppe Belotti (v funkciji od 1.1.1960 do 31.12.1960)
- Mario Berry (v funkciji od 1.1.1960)
- Giuseppe Bettiol (v funkciji do 1.1.1959 do 1.1.1960)
- Lorenzo Biasutti (v funkciji do 1.1.1962)
- Luigi Bima
- Giuseppe Mario Boidi (v funkciji do 31.12.1959)
- Margherita Bontade (v funkciji do 31.12.1960)
- Alessandro Buttè (v funkciji od 1.1.1959)
- Aurelio Curti (v funkciji do 31.12.1960)
- Danilo De'Cocci (v funkciji od 1.1.1960)
- Giovanni Elkan (v funkciji od 1.1.1960)
- Francesco Franceschini (v funkciji od 1.1.1962)
- Renzo Franzo (v funkciji od 1.1.1962)
- Luigi Michele Galli(v funkciji do 31.12.1959)
- Raffaele Leone (v funkciji od 1.1.1961)
- Roberto Lucifredi (v funkciji do 31.12.1960)
- Mario Martinelli (v funkciji do 31.12.1960 do 1.1.1962)
- Lorenzo Natali (v funkciji do 31.12.1960)
- Andrea Negrari (v funkciji do 31.12.1959)
- Flaminio Piccoli (v funkciji od 1.1.1960)
- Luciano Radi (v funkciji od 1.1.1959 do 31.12.1962)
- Carlo Repossi (v funkciji od 1.1.1959)
- Franco Restivo (v funkciji od 1.1.1959)
- Ercole Rocchetti (v funkciji do 31.12.1959)
- Raffaello Russo Spena (v funkciji od 1.1.1960)
- Adolfo Sarti (v funkciji od 1.1.1959 do 31.12.1960)
- Vito Scalia (v funkciji od 18.6.1958 do 31.12.1959)
- Gabriele Semeraro (v funkciji od 1.1.1959 do 31.12.1960)
- Michele Troisi (v funkciji od 1.1.1959 do 31.12.1960)
- Ferdinando Truzzi (v funkciji od 18.6.1958 do 31.12.1960)
- Mario Vetrone (v funkciji od 1.1.1960 do 31.12.1961)
- Amos Zanibelli (v funkciji od 18.6.1958 do 31.12.1960)
- Faustino Zugno (v funkciji od 1.1.1960)

#### Člani
- Matteo Agosta
- Franco Aimi
- Salvatore Aldisio
- Pio Alessandrini
- Aldo Amadeo
- Alfredo Amatucci
- Francesco Amodio
- Giulio Andreotti
- Samuele Andreucci
- Dario Antoniozzi
- Arnaldo Armani
- Baldassare Armato
- Giuseppe Armosino
- Pierino Azimonti
- Quirico Baccelli
- Maria Badaloni
- Vinicio Baldelli
- Carlo Baldi
- Elio Ballesi
- Francesco Barbaccia
- Paolo Barbi
- Cesare Baroni
- Giulio Battistini
- Alcide Berloffa
- Giovanni Bersani
- Pierantonino Bertè
- Nullo Biaggi
- Loris Biagioni
- Fortunato Bianchi
- Gerardo Bianchi
- Fausto Bisantis
- Bartolomeo Bolla
- Giacomo Bologna
- Paolo Bonomi
- Quirino Borin
- Giovanni Bovetti
- Umberto Breganze
- Giuseppe Brusasca
- Brunetto Bucciarelli Ducci
- Pietro Buffone
- Primo Buzzetti
- Carlo Buzzi
- Edmondo Caccuri (v funkciji do 13.8.1959)

Enrico Alba (prevzel 4.10.1959)
- Italo Giulio Caiati
- Luigi Caiazza
- Ettore Calvi
- Alessandro Canestrari
- Renato Cappugi
- Antonio Carcaterra
- Vittorino Carra
- Vincenzo Casati
- Gennaro Cassiani
- Edgardo Castelli
- Albertino Castellucci
- Onorio Cengarle
- Mario Ceravolo
- Alfonso Cerreti
- Vittorio Cervone
- Marcello Chiatante
- Carlo Cibotto
- Maria Cocco
- Giuseppe Codacci Pisanelli
- Domenico Colasante
- Aurelio Angelo Colleoni
- Emilio Colombo
- Vittorino Colombo
- Giacomo Corona
- Giuseppe Cortese
- Francesco Cossiga
- Mario Cotellessa
- Maria Pia Dal Canton
- Luciano Dal Falco
- Ferdinando D'Ambrosio
- Antonino Dante
- Bernardo D'Arezzo
- Michele De Capua
- Donato Mario De Leonardis
- Beniamino De Maria
- Carmine De Martino (v funkciji do 29.3.1963)
- Ferdinando De Marzi
- Gustavo De Meo
- Maria De Unterrichter Jervolino
- Dino Del Bo
- Ernesto Del Giudice
- Umberto Delle Fave
- Natalino Di Giannantonio
- Gaetano Di Leo
- Francesco Maria Dominedò
- Carlo Donat Cattin
- Mario Dosi
- Luigi Durand de la Penne

poslanec do 21.2.1961 in se nato pridruži Skupini Misto
- Giuseppe Ermini
- Augusto Fanelli
- Amintore Fanfani
- Domenico Ferrara
- Giovanni Ferrari
- Mario Ferrari Aggradi
- Salvatore Foderaro
- Alberto Folchi
- Arnaldo Forlani
- Matteo Fornale
- Giuseppe Fracassi
- Luigi Frunzio
- Leandro Fusaro
- Vincenzo Gagliardi
- Remo Gaspari
- Eugenio Gatto
- Erisia Gennai Tonietti
- Giuseppe Gerbino
- Pietro Germani
- Luigi Giglia
- Giovanni Gioia
- Salvatore Angelo Gitti
- Guido Gonella
- Ermanno Gorrieri
- Angela Gotelli
- Dante Graziosi
- Emanuele Gorrieri
- Filippo Guerrieri
- Antonino Gullotti
- Renzo Helfer
- Attilio Iozzelli
- Lorenzo Isgrò
- Girolamo La Penna
- Giorgio La Pira (v funkciji do 18.4.1961)

Giuseppe Anzilotti (prevzel 21.4.1961)
- Domenico Larussa
- Vito Lattanzio
- Giovanni Leone
- Dino Limoni
- Giovanni Enrico Lombardi
- Ruggero Lombardi
- Tarcisio Longoni
- Primo Lucchesi
- Domenico Magrì
- Franco Malfatti
- Salvatore Mannironi
- Raimondo Manzini (v funkciji do 4.4.1960)

Giuseppe Babbi (prevzel 6.4.1960)
- Pasquale Marconi
- Francesco Marenghi
- Michele Marotta
- Vincenzo Marotta
- Michele Martina
- Edoardo Martino
- Bernardo Mattarella
- Gino Mattarelli
- Antonio Maxia (v funkciji do 15.4.1962)

Gesumino Mastino (prevzel 30.4.1962)
- Crescenzo Mazza
- Claudio Merenda
- Filippo Micheli
- Riccardo Misasi
- Vittorino Monte
- Lodovico Montini
- Aldo Moro
- Francesco Napolitano
- Zaccaria Negroni
- Guglielmo Nucci
- Edoardo Origlia
- Giulio Pastore
- Narciso Franco Patrini
- Agostino Pavan
- Mario Pedini
- Giuseppe Pella
- Dino Penazzato (v funkciji do 15.6.1962)

Giuseppe Sales (prevzel 19.6.1962)
- Erminio Pennacchini
- Valentino Perdonà
- Giovanni Petrucci
- Mariano Pintus
- Giovanni Battista Pitzalis
- Roberto Prearo
- Ernesto Pucci
- Vittorio Pugliese
- Renato Quintieri
- Leandro Rampa
- Giuseppe Rapelli
- Giuseppe Reale
- Raffaele Resta
- Stefano Riccio
- Camillo Ripamonti
- Giuseppe Romanato
- Bartolomeo Romano
- Enrico Roselli
- Leopoldo Rubinacci
- Mariano Rumor
- Carlo Russo
- Vincenzo Russo
- Armando Sabatini
- Angelo Salizzoni
- Raffaello Salutari
- Remo Sammartino
- Vincenzo Sangalli
- Domenico Sartor
- Emanuela Savio
- Giovanni Battista Scaglia
- Oscar Luigi Scalfaro
- Vincenzo Scarlato
- Mario Scelba
- Primo Schiavon
- Guglielmo Schiratti
- Narciso Sciolis
- Giacomo Sedati
- Antonio Segni (v funkciji do 5.5.1962)

Francesco Murgia (prevzel 16.5.1962)
- Marcello Simonacci
- Giuseppe Sinesio
- Giovanni Sodano
- Tommaso Sorgi
- Enrico Nicola Spadola
- Giuseppe Spataro
- Albino Ottavio Stella (v funkciji do 6.2.1960)

Silvio Mello Grand (prevzel 11.2.1960)
- Ferdinando Storchi
- Bruno Storti
- Fiorentino Sullo
- Fernando Tambroni Armaroli (v funkciji do 18.2.1963)
- Michele Tantalo
- Paolo Emilio Taviani
- Giuseppe Terragni
- Corrado Terranova
- Alfonso Tesauro
- Vittoria Titomanlio
- Giuseppe Togni
- Mario Toros
- Renato Tozzi Condivi
- Michele Troisi (v funkciji do 26.10.1961)

Maria Miccolis (prevzel 28.10.1961)
- Francesco Turnaturi
- Mario Valiante
- Athos Valsecchi
- Giuseppe Vedovato
- Giuseppe Veronesi
- Ambrogio Viale
- Rodolfo Vicentini
- Ruggero Villa
- Sebastiano Vincelli
- Arturo Viviani
- Calogero Volpe

Dne 24.1.1962 se je pridružil skupini poslanec Stefano Cavaliere- originalno član skupine Misto
Dne 2.3.1962 se je pridružil skupini poslanec Salvatore Barberi- originalno član skupine Misto
Dne 12.4.1962 so se pridružili skupini poslanci Nicola Foschini in Giuseppe Muscariello- originalno člani skupine Misto
Dne 12.11.1962 se je pridružil skupini poslanec Uberto Bonino- originalno član skupine Misto

### Komunisti

#### Predsednik
- Palmiro Togliatti

#### Podpredsedniki
- Fausto Gullo
- Pietro Ingrao (v funkciji od 1.1.1961)
- Giancarlo Pajetta

#### Sekretarji
- Massimo Caprara
- Raffaele De Grada (v funkciji do 31.12.1960)
- Michele Magno (v funkciji do 31.12.1962)
- Guido Mazzoni (v funkciji do 31.12.1961)
- Otello Nannuzzi (v funkciji od 1.1.1960)
- Egidio Sulotto (v funkciji od 1.1.1960 do 31.12.1961)
- Mauro Tognoni (v funkciji od 1.1.1962)

#### Člani Sveta
- Gerasio Adamoli (v funkciji do 31.12.1962)
- Mario Alicata (v funkciji do 31.12.1962)
- Franco Busetto (v funkciji od 1.1.1960)
- Arturo Colombi (v funkciji od 1.1.1962)
- Pancrazio Antonino De Pasquale (v funkciji od 1.1.1960 do 31.12.1961)
- Renato Degli Esposti (v funkciji do 31.12.1960)
- Laura Diaz (v funkciji od 1.1.1962)
- Edoardo D'Onofrio (v funkciji do 31.12.1960)
- Virgilio Failla (v funkciji od 1.1.1962)
- Enrico Fogliazza (v funkciji do 31.12.1961)
- Alberto Guidi (v funkciji od 1.1.1960 do 31.12.1961)
- Renzo Laconi
- Davide Lajolo
- Luciano Lama (v funkciji od 1.1.1961)
- Michele Magno (v funkciji od 1.1.1961)
- Guido Mazzoni (v funkciji do 31.12.1961)
- Otello Montanari (v funkciji od 1.1.1960 do 31.12.1962)
- Giorgio Napolitano
- Aldo Natoli
- Alessandro Natta (v funkciji od 1.1.1962)
- Celeste Negarville (v funkciji do 18.7.1959)
- Italo Nicoletto (v funkciji do 31.12.1961)
- Giuliano Pajetta
- Luciano Romagnoli (v funkciji do 31.12.1961)
- Sergio Scarpa (v funkciji od 1.1.1960 do 31.12.1961)
- Egidio Sulotto (v funkciji od 31.12.1961)
- Mauro Tognoni (v funkciji do 31.12.1961)
- Giovanni Tonetti (v funkciji od 1.1.1960 do 31.12.1962)
- Vittorio Vidali (v funkciji do 31.12.1962)
- Luciana Viviani (v funkciji do 31.12.1962)

#### Člani
- Giuseppe Alberganti
- Silvio Ambrosini
- Giorgio Amendola
- Pietro Amendola
- Ferdinando Amicone
- Giuseppe Angelini
- Ludovico Angelini
- Mario Angelucci
- Giovanni Arenella
- Mario Assennato
- Walter Audisio
- Orazio Barbieri
- Vittorio Bardini
- Anelito Barontini
- Ugo Bartesaghi
- Ezio Beccastrini
- Adele Bei Ciufoli
- Gino Beltrame
- Michele Bianco
- Teodoro Bigi
- Arrigo Boldrini
- Gina Borellini
- Giovanni Bottonelli
- Giuseppe Brighenti
- Giuseppe Bufardeci
- Aldo Buzzelli
- Giuseppe Sebastiano Calasso
- Marino Calvaresi
- Alfio Caponi
- Alarico Carrassi
- Severino Cavazzini
- Giulio Cerreti
- Claudio Cianca
- Maria Lisa Cinciari Rodano
- Amerigo Clocchiatti
- Angelo Compagnoni
- Luigi Conte
- Cesare Dami
- Salvatore Di Benedetto
- Luigi Di Paolantonio
- Guido Faletra (v funkciji do 13.3.1962)

Luigi Di Mauro (prevzel 23.3.1962 v funkciji do 24.5.1962)
Alessandro Ferretti (prevzel 29.5.1962)
- Nicola Fasano (v funkciji do 28.11.1960)

Vincenzo Raucci (prevzel 1.12.1960)
- Francesco Ferrari
- Adolfo Fiumanò
- Carlo Francavilla
- Raffaele Franco
- Vittorio Giorgi
- Mario Gomez d'Ayala
- Dante Gorreri
- Feliciano Granati
- Anna Grasso Nicolosi
- Luigi Grezzi
- Pietro Grifone
- Giovanni Grilli
- Alberto Guidi
- Gabriele Invernizzi
- Nilde Iotti
- Federico Kuntze
- Francesco Leone
- Fausto Maria Liberatore
- Luigi Longo
- Clemente Maglietta
- Ugo Marchesi
- Salvatore Mariconda
- Silvio Messinetti
- Gennaro Miceli
- Angiola Minella Molinari
- Vincenzo Misefari
- Armando Monasterio
- Silvano Montanari (v funkciji do 14.2.1963)

Natale Vasco Jacoponi (prevzel 14.2.1963 v funkciji do 26.3.1963)
- Vincenzo Moscatelli
- Nicola Musto (v funkciji do 5.4.1961)

Ada Del Vecchio Guelfi (prevzel 13.4.1961)
- Rino Nanni
- Celeste Negarville (v funkciji do 18.7.1959)

Domenico Coggiola (prevzel 23.7.1959)
- Agostino Novella
- Giuseppe Pellegrino
- Francesco Pezzino
- Antonino Pino
- Ignazio Pirastu
- Luigi Polano
- Anselmo Pucci (v funkciji do 14.2.1963)

Mario Bardelli (prevzel 14.2.1963)
- Leonello Raffaelli
- Riccardo Ravagnan
- Giuseppina Re
- Mario Roffi
- Antonio Romeo
- Maria Antonietta Rossi
- Paolo Mario Rossi
- Salvatore Russo
- Umberto Sannicolò (v funkciji do 15.6.1962)

Giuseppe Golinelli (prevzel 19.6.1962)
- Enzo Santarelli
- Ezio Santarelli
- Raffaele Sciorilli Borrelli
- Adriano Seroni
- Leonardantonio Sforza
- Renzo Silvestri
- Francesco Soliano
- Giulio Spallone
- Giuseppe Speciale
- Attilio Trebbi
- Ferdinando Vacchetta
- Carlo Venegoni
- Giorgio Vestri
- Vittorio Vidali
- Giovanni Villa (v funkciji do 24.7.1961)

Giuseppe Biancani (prevzel 28.9.1961)
- Antonio Zoboli

Dne 6.10.1959 se je pridružil skupini poslanec Giovanni Tonetti- originalno član Socialistične stranke Italije

### Socialistična stranka Italije

#### Predsednik
- Pietro Nenni

#### Podpredsedniki
- Sandro Pertini

#### Sekretarji
- Mario Bettoli (v funkciji od 1.1.1959)
- Mauro Ferri

#### Člani Sveta
- Leonetto Amadei
- Luigi Anderlini (v funkciji od 1.1.1961)
- Lelio Basso (v funkciji do 31.12.1959)
- Cesare Bensi (v funkciji do 31.12.1961)
- Giacomo Brodolini (v funkciji do 31.12.1961)
- Francesco Cacciatore (v funkciji do 31.12.1961)
- Tristano Codignola (v funkciji od 1.1.1961)
- Franco Concas (v funkciji do 31.12.1961)
- Anna De Lauro Matera (v funkciji do 31.12.1959)
- Vannuccio Faralli (v funkciji od 1.1.1959 do 31.12.1961)
- Guglielmo Ghislandi (v funkciji od 1.1.1959)
- Antonio Giolitti (v funkciji od 1.1.1961)
- Alberto Jacometti (v funkciji do 31.12.1959)
- Riccardo Lombardi
- Lucio Mario Luzzatto
- Alcide Malagugini (v funkciji od 1.1.1959)
- Nello Mariani (v funkciji od 1.1.1961)
- Luciano Paolicchi (v funkciji od 1.1.1961)
- Giovanni Pieraccini (v funkciji do 31.12.1959)
- Renzo Pigni (v funkciji od 1.1.1959)

#### Člani
- Vittorio Aicardi
- Adelio Albarello
- Francesco Albertini
- Biagio Andò (v funkciji do 6.6.1961)

Maria Alessi Catalano (prevzel 8.6.1961)
- Paolo Angelino
- Silvano Armaroli
- Giuseppe Avolio
- Renato Ballardini
- Mario Berlinguer
- Luigi Bertoldi
- Giuseppe Bogoni
- Gianguido Borghese
- Antonino Calamo
- Luigi Castagno
- Venerio Cattani
- Vittorio Cecati
- Domenico Ceravolo
- Renato Colombo
- Federico Comandini
- Achille Corona
- Ivano Curti
- Francesco De Martino
- Luciano De Pascalis
- Raffaele Di Nardo
- Riccardo Fabbri
- Vittorio Foa
- Pasquale Franco
- Vincenzo Gatto
- Matteo Gaudioso
- Antonio Greppi
- Mario Marino Guadalupi
- Angelo Landi
- Stefano Lenoci
- Oreste Lizzadri
- Otello Magnani
- Giacomo Mancini
- Vittorio Marangone
- Guido Mazzali (v funkciji do 24.12.1960)

Flavio Albizzati (prevzel 18.1.1961)
- Alessandro Menchinelli
- Angelina Merlin

poslanka do 25.10.1961 in se nato pridruži Skupini Misto
- Rocco Minasi
- Francesco Mogliacci
- Francesco Musotto (v funkciji do 4.8.1961)

Natale Di Piazza (prevzel 28.9.1961)
- Silvio Paolucci
- Luigi Passoni
- Gonario Pinna
- Costantino Preziosi
- Carlo Ricca
- Fernando Santi
- Gianni Savoldi
- Vito Scarongella
- Fernando Schiavetti
- Ferdinando Targetti
- Giovanni Tonetti

poslanec do 6.10.1959 in se nato pridruži Skupini Komunistov
- Dario Valori
- Tullio Vecchietti
- Aldo Venturini
- Franco Zappa
- Umberto Zurlini

Dne 24.7.1959 so se pridružili skupini poslanci Corrado Bonfantini- originalno član skupine Partito Socialista Democratico Italiano; Orlando Lucchi, Matteo Matteotti, Pasquale Schiano in Ezio Vigorelli- originalno člani skupine Misto. Poslanec Bonfantini ostane poslanec do 4.4.1960 in se nato pridruži Skupini Misto

### Movimento Sociale Italiano

#### Predsednik
- Giovanni Roberti

#### Člani Sveta
- Achille Cruciani (v funkciji od 1.1.1961)
- Ferruccio De Michieli Vitturi (v funkciji od 1.1.1959 al 31.12.1961)
- Raffaele Delfino
- Giuseppe Gonella (v funkciji od 1.1.1959)
- Antonio Grilli (v funkciji do 31.12.1959)
- Pino Romualdi (v funkciji do 31.12.1959)
- Franco Servello (v funkciji od 1.1.1959)
- Pietro Sponziello (v funkciji do 31.12.1959)

#### Člani
- Giorgio Almirante
- Filippo Anfuso
- Giovanni Maria Angioy
- Giuseppe Calabrò
- Giulio Caradonna
- Alfredo Cucco
- Augusto De Marsanich
- Ernesto De Marzio
- Antonio De Vito
- Riccardo Gefter Wondrich
- Domenico Leccisi
- Clemente Manco
- Arturo Michelini
- Angelo Nicosia
- Antonino Tripodi

Dne 20.6.1962 se je pridružil skupini poslanec Antonio Cremisini- originalno član skupine Misto

### Liberalci

#### Predsednik
- Raffaele De Caro (v funkciji do 4.5.1961)
- Giovanni Malagodi (v funkciji od 4.5.1961)

#### Podpredsedniki
- Francesco Colitto

#### Sekretarji
- Agostino Bignardi (v funkciji do 31.12.1962)
- Vittorio Emanuele Marzotto (v funkciji od 31.12.1962)

#### Člani
- Giuseppe Alpino
- Vittorio Badini Confalonieri
- Luigi Barzini
- Guido Basile
- Francantonio Biaggi
- Aldo Bozzi
- Antonio Capua
- Guido Cortese
- Raffaele De Caro (v funkciji do 4.5.1961)

Gennaro Papa (prevzel 8.6.1961)
- Alberto Ferioli
- Gaetano Martino
- Giovanni Palazzolo
- Mariano Trombetta

Dne 19.11.1958 se je pridružil skupini poslanec Odo Spadazzi- originalno član Partito Monarchico Popolare
Dne 4.7.1961 se je pridružil skupini poslanec Luigi Durand de la Penne- originalno član skupine Misto
Dne 10.10.1961 se je pridružil skupini poslanec Giovanni Messe- originalno član skupine Misto
Dne 15.11.1961 se je pridružil skupini poslanec Roberto Cantalupo- originalno član skupine Misto
Dne 24.1.1962 se je pridružil skupini poslanec Domenico Di Luzio- originalno član skupine Misto
Dne 20.3.1962 se je pridružil skupini poslanec Antonio Daniele- originalno član skupine Misto

### Partito Socialista Democratico Italiano

#### Predsednik
- Giuseppe Saragat

#### Člani Sveta
- Egidio Ariosto (v funkciji od 1.1.1960 do 31.12.1962)
- Carlo Matteotti (v funkciji do 31.12.1962)

#### Člani
- Luigi Angrisani
- Virginio Bertinelli
- Corrado Bonfantini

poslanec do 24.7.1959 in se nato pridruži Socialistični stranki Italije
- Pietro Bucalossi
- Guido Ceccherini
- Orlando Lucchi

poslanec fino all'11.3.1959 in se nato pridruži Skupini Misto
- Giuseppe Lupis
- Anselmo Martoni
- Matteo Matteotti

poslanec do 25.2.1959 in se nato pridruži Skupini Misto
- Flavio Orlandi
- Luigi Preti
- Pier Luigi Romita
- Paolo Rossi
- Pasquale Schiano

poslanec do 24.7.1959 in se nato pridruži Socialistični stranki Italije
- Guido Secreto
- Alberto Simonini (v funkciji do 6.7.1960)

Giuseppe Amadei (prevzel 12.7.1960)
- Roberto Tremelloni
- Ezio Vigorelli

poslanec do 25.2.1959 in se nato pridruži Skupini Misto
- Casimiro Vizzini

Dne 30.9.1960 se je pridružil skupini poslanec Bruno Romano- originalno član Partito Democratico Italiano
Dne 8.3.1962 se je pridružil skupini poslanec Franco Ferrarotti- originalno član skupine Misto

### Partito Monarchico Popolare

#### Predsednik
- Achille Lauro

#### Podpredsedniki
- Raffaele Cafiero

#### Sekretarji
- Odo Spadazzi (v funkciji do 19.11.1958)

#### Člani
- Giovanni Francesco Alliata di Monreale
- Uberto Bonino
- Aldo Casalinuovo
- Nicola Foschini
- Gioacchino Lauro
- Giuseppe Muscariello
- Mario Ottieri
- Olindo Preziosi
- Vincenzo Rivera
- Bruno Romano
- Odo Spadazzi

poslanec do 19.11.1958 in se nato pridruži Liberalcem
Dne 16.4.1959 se vsi člani skupine pridružijo Partito Democratico Italiano

### Monarhistična nacionalna stranka (Partito Nazionale Monarchico)

#### Predsednik
- Alfredo Covelli

#### Vicepresidenti
- Giorgio Bardanzellu

#### Sekretarji
- Stefano Cavaliere

#### Člani
- Salvatore Barberi
- Antonino Cuttitta
- Antonio Daniele
- Domenico Di Luzio
- Pierino Luigi Ferrari
- Raffaele Paolucci di Valmaggiore (v funkciji do 4.9.1958)

Dne 16.4.1959 se vsi člani skupine pridružijo Partito Democratico Italiano

### Partito Democratico Italiano

#### Predsednik
- Achille Lauro (v funkciji do 11.4.1961)
- Alfredo Covelli (na položaju od 11.4.1961)

#### Podpredsedniki
- Alfredo Covelli (v funkciji do 11.4.1961)

#### Sekretarji
- Giorgio Bardanzellu

#### Člani
- Giovanni Francesco Alliata di Monreale

poslanec do 5.5.1960 in se nato pridruži Skupini Misto
- Salvatore Barberi

poslanec do 5.7.1960 in se nato pridruži Skupini Misto
- Uberto Bonino

poslanec do 12.12.1962 in se nato pridruži Skupini Misto
- Raffaele Cafiero (v funkciji do 10.7.1959)

Raffaele Chiarolanza (prevzel 16.7.1959)
- Aldo Casalinuovo
- Stefano Cavaliere

poslanec do 3.5.1961 in se nato pridruži Skupini Misto
- Antonino Cuttitta
- Antonio Daniele

poslanec do 25.9.1961 in se nato pridruži Skupini Misto
- Domenico Di Luzio

poslanec do 2.5.1961 in se nato pridruži Skupini Misto
- Pierino Luigi Ferrari
- Nicola Foschini

poslanec do 11.7.1961 in se nato pridruži Skupini Misto
- Achille Lauro

poslanec do 11.4.1961 in se nato pridruži Skupini Misto
- Gioacchino Lauro
- Giovanni Messe

poslanec do 18.4.1961 in se nato pridruži Skupini Misto
- Giuseppe Muscariello

poslanec do 18.1.1962 in se nato pridruži Skupini Misto
- Mario Ottieri
- Olindo Preziosi
- Vincenzo Rivera
- Bruno Romano

Dne 30.9.1960 se je poslanec pridružil Partito Socialista Democratico Italiano

### Misto

#### Predsednik
- Cino Macrelli (v funkciji do 31.12.1962)
- Oronzo Reale (v funkciji od 31.12.1962)

#### Podpredsedniki
- Cesare Degli Occhi (v funkciji od 1.1.1962)

#### Sekretarji
- Severino Caveri
- Antonio Ebner (v funkciji do 31.12.1961)
- Franco Ferrarotti (v funkciji od 1.1.1961 fino all'8.3.1962)

#### Člani
- Ludovico Camangi
- Roberto Cantalupo (v funkciji od 19.6.1959)

poslanec do 15.11.1961 in se nato pridruži Liberalcem
- Antonio Cremisini (v funkciji od 19.6.1959)

poslanec do 20.12.1962 in se nato pridruži Movimento Sociale Italiano
- Francesco De Vita (v funkciji do 2.6.1961)

Salvatore Sanfilippo (prevzel 8.6.1961)
- Ugo La Malfa
- Roberto Lucifero d'Aprigliano (v funkciji od 19.6.1959)
- Karl Mitterdorfer
- Adriano Olivetti (v funkciji do 5.11.1969)

Franco Ferrarotti (prevzel 12.11.1959)
poslanec fino all'8.3.1962 in se nato pridruži Partito Socialista Democratico Italiano
- Randolfo Pacciardi
- Roland Riz

Dne 25.2.1959 so se pridružili skupini poslanci Matteo Matteotti in Ezio Vigorelli- originalno člani Partito Socialista Democratico Italiano. Poslanci ostanejo v skupini do 24.7.1959 in se nato pridružijo Socialistični stranki Italije
Dne 11.3.1959 se je pridružil skupini poslanec Orlando Lucchi- originalno član Partito Socialista Democratico Italiano. Poslanec do 24.7.1959 in se nato pridruži Skupini Socialistična stranka Italije
Dne 5.7.1960 se je pridružil skupini poslanec Salvatore Barberi- originalno član Partito Democratico Italiano. Poslanec do 2.3.1962 in se nato pridruži Krščanskim demokratom
Dne 22.2.1961 se je pridružil skupini poslanec Luigi Durand de la Penne- originalno član Krščanskih demokratov. Poslanec do 4.7.1961 in se nato pridruži Liberalcem
Dne 18.4.1961 se je pridružil skupini poslanec Giovanni Messe- originalno član Partito Democratico Italiano. Poslanec do 10.10.1961 in se nato pridruži Liberalcem
Dne 2.5.1961 se je pridružil skupini poslanec Domenico Di Luzio- originalno član Partito Democratico Italiano. Poslanec do 24.1.1962 in se nato pridruži Liberalcem
Dne 3.5.1961 se je pridružil skupini poslanec Stefano Cavaliere- originalno član Partito Democratico Italiano. Poslanec do 24.1.1962 in se nato pridruži Krščanskim demokratom
Dne 11.7.1961 se je pridružil skupini poslanec Nicola Foschini- originalno član Partito Democratico Italiano. Poslanec do 12.4.1962 in se nato pridruži Krščanskim demokratom
Dne 25.9.1961 se je pridružil skupini poslanec Antonio Daniele- originalno član Partito Democratico Italiano. Poslanec do 20.3.1962 in se nato pridruži Liberalcem
Dne 25.10.1961 aderisce al gruppo la deputata Angelina Merlin- originalno član Socialistične stranke Italije
Dne 18.1.1962 se je pridružil skupini poslanec Giuseppe Muscariello- originalno član Partito Democratico Italiano. Poslanec do 12.4.1962 in se nato pridruži Krščanskim demokratom
Dne 12.11.1962 se je pridružil skupini poslanec Uberto Bonino- originalno član skupine Partito Democratico Italiano. Poslanec do 12.12.1962 in se nato pridruži Krščanskim demokratom